# Midland (Toronto Subway)

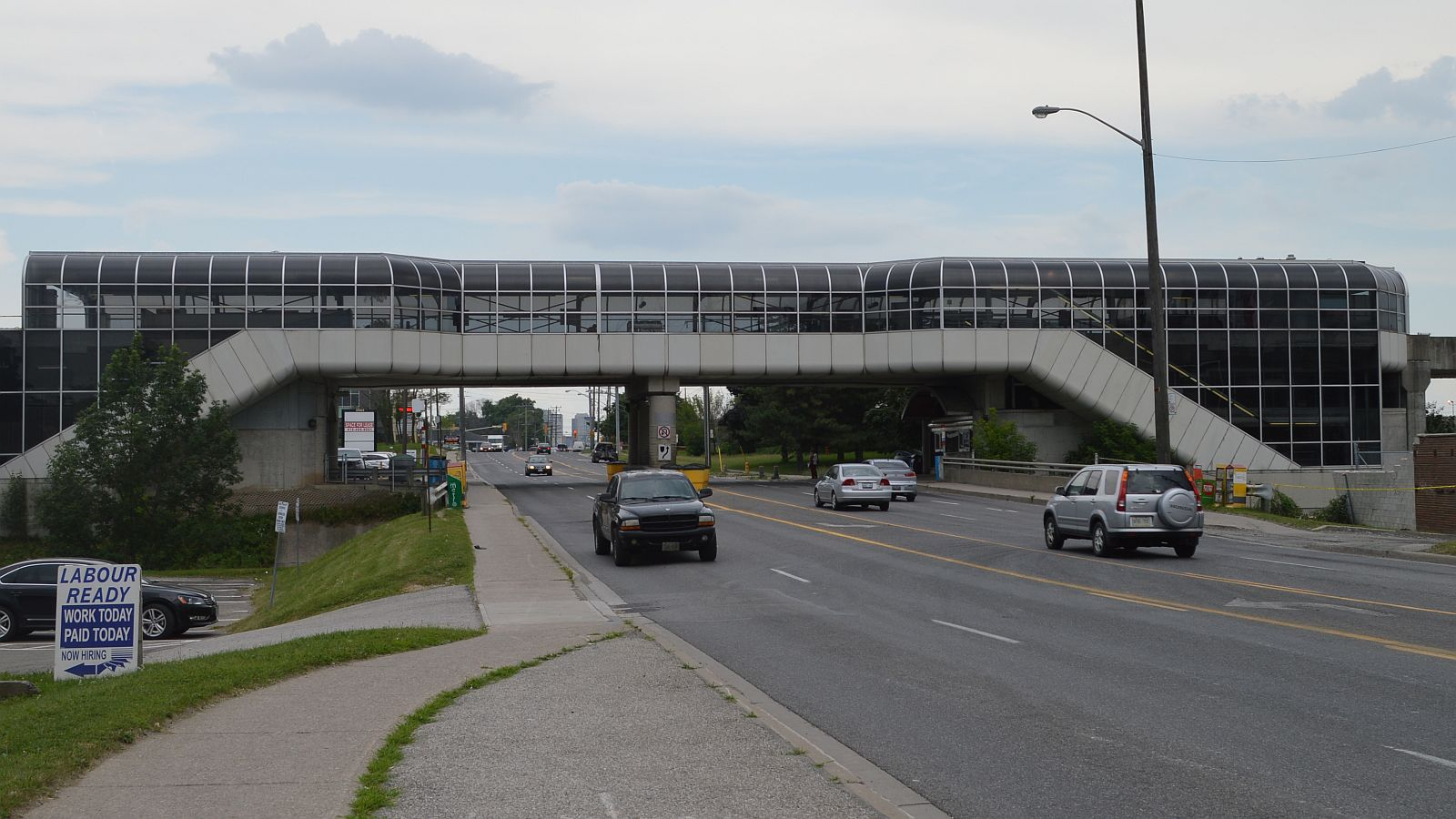
Blick auf die Station

Midland war eine oberirdische U-Bahn-Station in Toronto. Sie lag an der Scarborough-Linie der Toronto Subway, an der Midland Avenue zwischen Ellesmere Road und Cosentino Drive. Die Station besaß Seitenbahnsteige und wird täglich von durchschnittlich 2.440 Fahrgästen genutzt (2018), womit sie zu den am schwächsten frequentierten des Subway-Netzes gehörte. Der Bahnhof wurde 2023 geschlossen.
Der Grund für die geringe Auslastung war die Lage in einem Gewerbegebiet geringer Dichte. Es bestand eine Umsteigemöglichkeit zu einer Buslinie der Toronto Transit Commission. Die Strecke verlief in diesem Bereich auf einem Viadukt. Die Eröffnung der Station erfolgte am 24. März 1985, zusammen mit der gesamten Scarborough-Linie zwischen Kennedy und McCowan. Gemäß aktuellen Planungen wird die Scarborough-Linie durch eine Verlängerung der Bloor-Danforth-Linie ersetzt werden, jedoch auf einer anderen Route. Die Erweiterung sollte bis 2030 eröffnet werden. Nach einer Entgleisung am 24. Juli 2023 wurden die Scarborough-Linie und diese Station dauerhaft geschlossen.